# Phytoliriomyza rangalensis
Phytoliriomyza rangalensis är en tvåvingeart som beskrevs av Spencer 1975. Phytoliriomyza rangalensis ingår i släktet Phytoliriomyza och familjen minerarflugor.
Artens utbredningsområde är Sri Lanka. Inga underarter finns listade i Catalogue of Life.